# جين باسيت
جين باسيت (بالإنجليزية: Jane Bassett)‏ هي كاتبة سيناريو وممثلة أمريكية، (و. القرن 20  م).

## وصلات خارجية
- جين باسيت على موقع IMDb (الإنجليزية)
- جين باسيت على موقع كينوبويسك (الروسية)